# Chang Eun-kyung
Chang Eun-kyung (* 26. Mai 1951; † 3. Dezember 1979) war ein südkoreanischer Judoka. 
Der 1,57 m große Chang Eun-kyung gewann im September 1975 die German Open in Bad Homburg im Leichtgewicht, der Gewichtsklasse bis 63 Kilogramm. Bei den Weltmeisterschaften 1975 gewann er in den ersten beiden Runden gegen den Australier Andrew Fleming und den Polen Edward Alksnin. Im Achtelfinale schied Chang gegen Shengeli Pitskhelauri aus der Sowjetunion aus.
Bei den Olympischen Spielen 1976 in Montreal besiegte Chang in seinem ersten Kampf den Österreicher Erich Pointner mit einer Koka-Wertung. In seinem zweiten Kampf bezwang er den Thailänder Pakit Santhisiri nach 2:52 Minuten. Im Viertelfinale gewann er gegen den Kanadier Brad Farrow mit einer Yuko-Wertung, im Halbfinale gegen den Italiener Felice Mariani hatte Chang wie gegen Pointner nur eine Koka-Wertung Vorsprung. Im Finale gegen Héctor Rodríguez gewann der Kubaner mit einer Yuko-Wertung und Chang erhielt die Silbermedaille.